# Бастьен, Бенуа
Бенуа Бастьен (фр. Benoît Bastien; род. 17 апреля 1983, Эпиналь) — французский футбольный судья. Судья ФИФА с 2014 года.

## Карьера
6 августа 2010 года Бенуа Бастьен провёл свой первый профессиональный матч в Лиги 2 между «Реймсом» и «Лавалем» (1:1). Ровно год спустя француз отработал свой первый матч Лиги 1 на Брестском стадионе.
В январе 2014 года Бастьен стал судьёй ФИФА. Свой первый международный матч он провёл 4 марта 2014 года между сборной Испании до 21 года и сборной Германии до 21 года (2:0).
11 апреля 2015 года Бастьен отработал финал Кубка Лиги между «Бастией» и «Пари Сен-Жерменом» (0:4). 17 июля 2014 года он отсудил свой первый матч в Лиге Европы УЕФА, а 3 августа 2016 года первый матч в Лиги чемпионов УЕФА между Хапоэлем из Беэр-Шева и Олимпиакосом из Пирея (1:0).
В июне 2017 года работал на чемпионате Европы по футболу среди спортсменов до 21 года в Польше. Являлся главным арбитром финала турнира.
1 июня 2018 года Бастьен был включен в Элитную категорию судей УЕФА. Был назван лучшим судьёй Лиги 1 на футбольном турнире UNFP Trophies 2022.